# Hofanlage Sophienweg 8
Die Hofanlage Sophienweg 8 in der niedersächsischen Samtgemeinde Land Hadeln, Ortsteil Otterndorf, im Landkreis Cuxhaven, stammt aus der zweiten Hälfte des 18. Jahrhunderts. Aktuell (2024) wird sie wohl landwirtschaftlich genutzt.
Die Gebäude stehen unter Denkmalschutz (siehe auch Liste der Baudenkmale in Otterndorf).

## Geschichte und Beschreibung
Otterndorf entstand aus einer Wurtsiedlung und hat heute (2023) 7538 Einwohner.
Die Hofanlage in der damals noch unbebauten westlichen Feldmark besteht aus:
- dem giebelständigen Wohn- und Wirtschaftsgebäude von 1777 als Zweiständer-Hallenhaus in Fachwerk mit Steinausfachungen und Süd- und Westfassaden massiv in Backsteinmauerwerk ersetzt, bestehend aus
  - dem eingeschossigen Wirtschaftsteil mit Satteldach und einem regionaltypischen, senkrecht verbretterten Giebeldreieck sowie der Grooten Door mit Segmentbogen,
  - dem zweigeschossigen etwas breiteren, aufwändig gestalteten Wohnteil mit leicht vorkragendem OG auf abgerundeten Knaggen und mit ziegelgedecktem Walmdach sowie Verandavorbau,[2]
- dem verputzten massiven Nebengebäude von um 1910 mit ziegelgedecktem Mansarddach und mit Esssaal an der Nordwestecke des Haupthauses,[3]
- dem weitläufigen Garten mit altem Baumbestand[4]
- und dem Graben an der östlichen Parzellengrenze
- sowie weiteren nicht denkmalgeschützten Nebenanlagen.

Das Landesdenkmalamt befand u. a.: „… großzügige baumbestandene Parzelle mit den Resten des ursprünglich umlaufenden Wassergrabens im Wohngebiet überkommen ….“